# Pierre Canivet
Pierre Canivet (n. 22 mai 1890, Paris, Île-de-France, Franța – d. 25 ianuarie 1982, Garches, Métropole du Grand Paris, Franța) a fost un jucător de curl ce a reprezentat Franța, medaliat olimpic. A participat la o ediție a Jocurilor Olimpice (1924) în care a câștigat o medalie de bronz.

## Participări
Lista de mai jos prezintă principalele competiții la care a participat Pierre Canivet de-a lungul carierei.
- Curling la Jocurile Olimpice de iarnă din 1924